# Magnus Ditlev
Magnus Elbæk Ditlev (* 31. Oktober 1997 in Virum) ist ein dänischer Triathlet und Ironman-Sieger (2022). Er wird als schnellster Athlet in der Bestenliste der Triathleten auf der Ironman-Distanz geführt.

## Werdegang
Magnus Ditlev wurde 2018 als 20-jähriger Altersklasseneuropameister bei den Ironman-70.3-Europameisterschaften in Helsingør. Seit 2019 startet er als Profi.
Sein Profidebüt gab er 2019 bei der Challenge Davos, wo er Vierter wurde. Im Folgejahr konnte er mit schnellstem Rad Split den Ironman 70.3 Gdynia gewinnen und sich hierbei unter anderem gegen Patrick Lange durchsetzen.
Im Oktober 2021 gewann Ditlev auf der Mitteldistanz die Challenge Budva, nachdem eine ursprüngliche Disqualifikation nach dem Rennen zurückgenommen worden war und zwei Wochen später konnte er in Portugal den Ironman 70.3 Cascais für sich entscheiden (1,9 km Schwimmen, 90 km Radfahren und 21,1 km Laufen).

### Langdistanz seit 2022
Beim Ironman Texas startete der 24-Jährige im April 2022 erstmals auf der Triathlon-Langdistanz (3,86 km Schwimmen, 180,2 km Radfahren und 42,195 km Laufen) und wurde in einer Sprintentscheidung Zweiter hinter dem US-Amerikaner Ben Hoffman. Damit qualifizierte er sich für die Ironman-Weltmeisterschaft auf Hawaii, wo er im Oktober Achter wurde. Im Juli gewann Ditlev die Challenge Roth vor dem Deutschen Patrick Lange und dem Brasilianer Reinaldo Colucci und blieb dabei nur neun Sekunden über der Weltbestzeit.
Im Oktober 2022 wurde der 24-Jährige in St. George Dritter bei der Ironman-70.3-Weltmeisterschaft.
Im November gewann er mit dem Ironman Mexico seinen ersten Wettkampf der Ironman-Rennserie (3,86 km Schwimmen, 180,2 km Radfahren und 42,195 km Laufen).

### Sieg bei der Challenge Roth 2023 und 2024
Am 25. Juni 2023 startete Ditlev als Titelverteidiger bei der Challenge Roth. Er gewann den Wettbewerb in neuer Weltbestzeit von 7:24:40 Stunden vor Patrick Lange, der ebenfalls noch unter dem von Jan Frodeno 2016 aufgestellten Rekord von 7:35:39 h blieb, und dem US-Amerikaner Ben Kanute.
Im September wurde er bei der Ironman World Championship im französischen Nizza Dritter.
Am 8. Mai 2024 wurde er in der Weltrangliste der Professional Triathletes Organisation (PTO) als Zweiter hinter Sam Long geführt.
Im Juli startete der 26-Jährige erneut als Titelverteidiger bei der Challenge Roth und stellte mit seiner Siegerzeit von 7:23:24 Stunden eine neue Weltbestzeit auf.
Im Oktober wurde er Zweiter im Ironman Hawaii hinter dem Deutschen Patrick Lange.
Im März 2025 konnte er mit dem Ironman South Africa das zweite Ironman-Rennen für sich entscheiden.

## Sportliche Erfolge
| Datum/Jahr    | Platz | Wettbewerb                          | Austragungsort | Zeit     | Bemerkung |
| ------------- | ----- | ----------------------------------- | -------------- | -------- | --- |
| 8. Juni 2024  | 4     | T100 Alcatraz                       | San Francisco  | 03:19:38 | im Rahmen des Escape from Alcatraz Triathlon (2 km Schwimmen, 80 km Radfahren und 18 km Laufen); hinter Marten Van Riel |
| 9. März 2024  | 1     | T100 Miami                          | Miami          | 03:09:08 | 2 km Schwimmen, 80 km Radfahren und 18 km Laufen                                                                        |
| 6. Mai 2023   | 3     | PTO European Open                   | Ibiza          | 03:15:36 | 2 km Schwimmen, 80 km Radfahren und 18 km Laufen                                                                        |
| 4. Dez. 2021  | 2     | PTO US Open                         | Dallas         | 03:17:58 | |
| 4. Dez. 2021  | 2     | Clash Daytona                       | Daytona        | 03:10:07 | |
| 29. Okt. 2022 | 3     | Ironman 70.3 World Championships    | St. George     | 03:39:52 | Ironman 70.3 World Championships 2022                                                                                   |
| 24. Okt. 2021 | 1     | Ironman 70.3 Cascais                | Cascais        | 03:47:50 | 1,9 km Schwimmen, 90 km Radfahren und 21,1 km Laufen                                                                    |
| 16. Okt. 2021 | 3     | Challenge Peguera Mallorca          | Mallorca       | 03:47:07 | |
| 10. Okt. 2021 | 1     | Challenge Budva                     | Budva          | 03:46:29 | Disqualifikation wurde zurückgenommen                                                                                   |
| 24. Okt. 2021 | 2     | Challenge Šamorín                   | Šamorín        | 03:39:44 | |
| 1. Mai 2021   | 3     | Ironman 70.3 St. George             | St. George     | 03:45:10 | |
| 6. Sep. 2020  | 1     | Ironman 70.3 Gdynia                 | Gdynia         | 03:42:37 | |
| 7. Feb. 2020  | 4     | Ironman 70.3 Dubai                  | Dubai          | 03:28:38 | |
| 14. Sep. 2019 | 4     | Challenge Davos                     | Davos          | 03:24:27 | |
| 17. Juni 2018 | 19    | Ironman 70.3 European Championships | Helsingør      | 03:59:04 | Europameister AK 20–24                                                                                                  |

| Datum/Jahr    | Platz | Wettbewerb                 | Austragungsort    | Zeit     | Bemerkung                        |
| ------------- | ----- | -------------------------- | ----------------- | -------- | -------------------------------- |
| 29. Juni 2025 | 8     | Ironman Germany            | Frankfurt am Main | 07:42:22 | Ironman European Championships   |
| 30. März 2025 | 1     | Ironman South Africa       | Port Elizabeth    | 07:44:55 | Streckenrekord                   |
| 26. Okt. 2024 | 2     | Ironman Hawaii             | Hawaii            | 07:43:39 |                                  |
| 7. Juli 2024  | 1     | Challenge Roth             | Roth              | 07:23:24 | Weltbestzeit                     |
| 4. Nov. 2023  | 5     | Ironman Florida            | Panama City       | 07:48:53 | Radsplit 3:59:03 h               |
| 10. Sep. 2023 | 3     | Ironman World Championship | Nizza             | 08:11:43 |                                  |
| 25. Juni 2023 | 1     | Challenge Roth             | Roth              | 07:24:40 | [ 19 ]                           |
| 20. Nov. 2022 | 1     | Ironman Mexico             | Cozumel           | 07:50:41 |                                  |
| 9. Okt. 2022  | 8     | Ironman Hawaii             | Hawaii            | 07:56:38 |                                  |
| 3. Juli 2022  | 1     | Challenge Roth             | Roth              | 07:35:48 |                                  |
| 23. Apr. 2022 | 2     | Ironman Texas              | The Woodlands     | 07:58:12 | erster Start auf der Langdistanz |